# Cyclamen balearicum
Cyclamen balearicum es una especie de planta bulbosa de la familia de las primuláceas. Es endémica de las islas Baleares. 

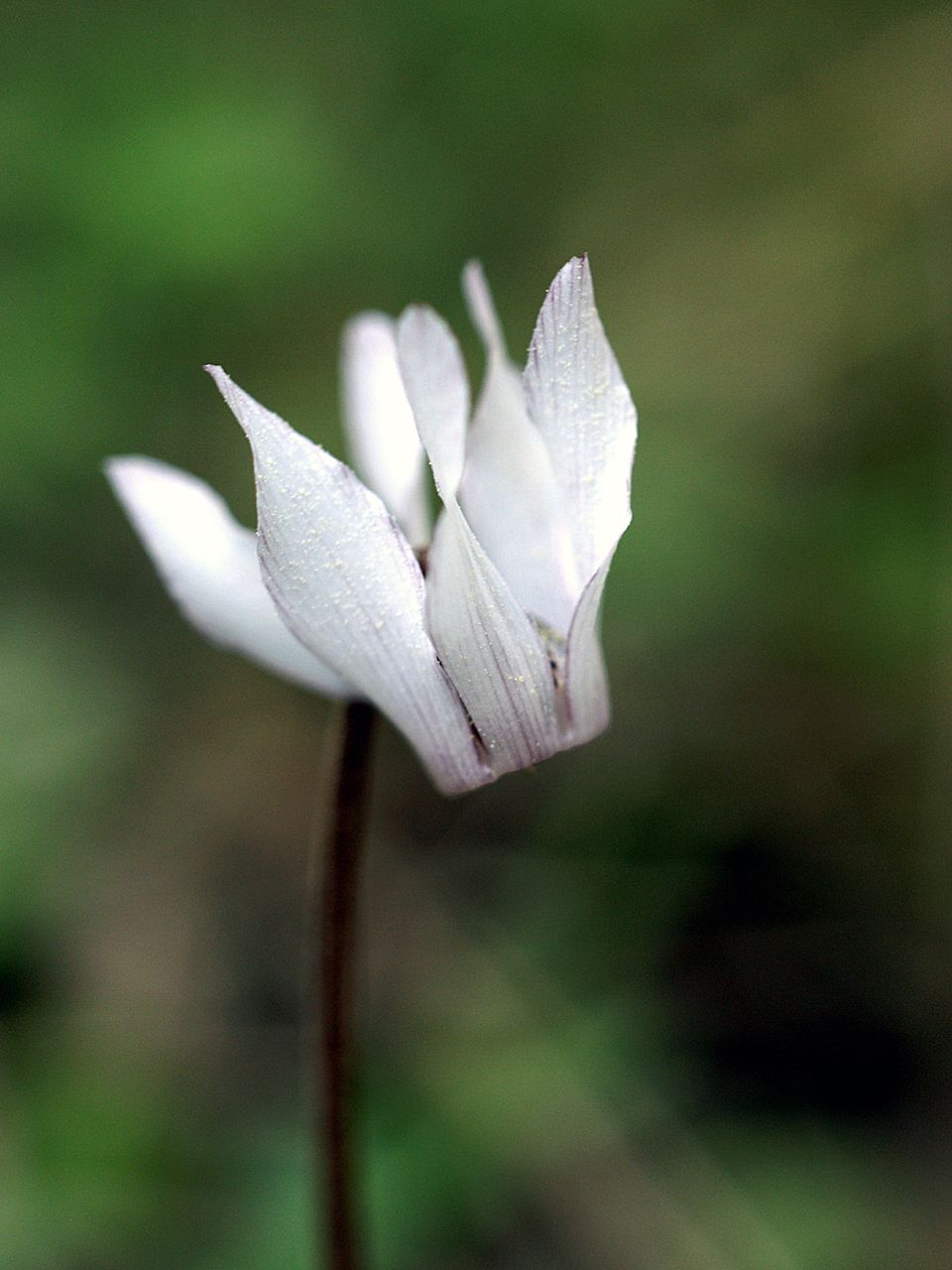
Detalle de la flor.

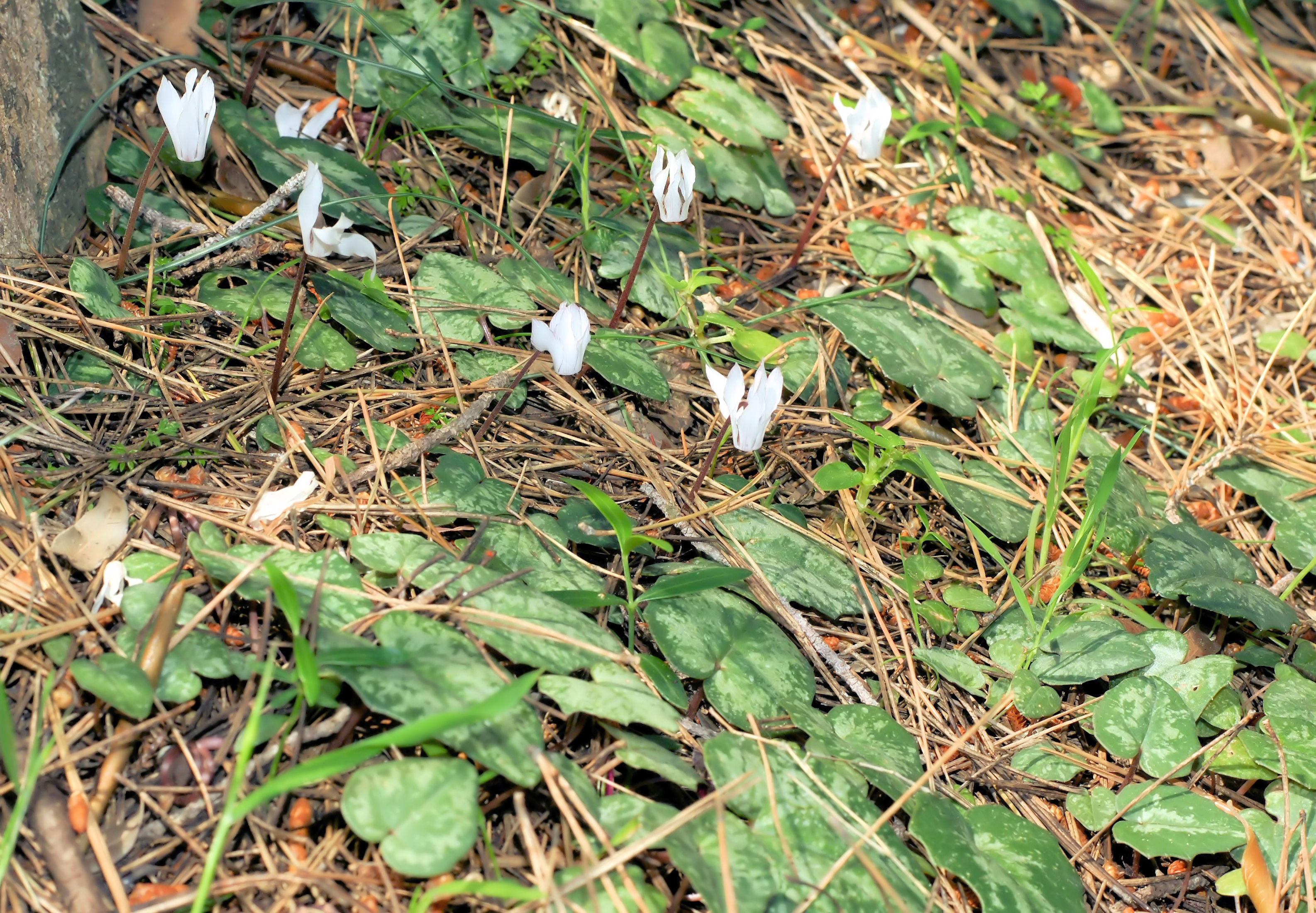
Vista de la planta.

## Descripción
Planta perenne, de hasta 20 cm de altura; tubérculo de hasta 3 cm de diámetro, más o menos globoso, comprimido, liso, pubescente, con las raíces naciendo de la base. Hojas glabrescentes, con pecíolo de hasta 12 cm; limbo de 2,4-8,5 por 2-9 cm, ovado-cordiforme, subobtuso, subentero, con dientes obtusos o mucronados, moteado de blanco por el haz. Flores fragantes; pedicelos de hasta 18-20 cm, glandulosos en la parte apical. Cáliz de hasta 5 cm, campanulado, pubérulo; dientes de longitud cerca de la mitad  de la del cáliz, oval-lanceolados, agudos, irregularmente denticulados. Corola con lóbulos de 9-16 por 3-5 mm, contortos, oblongo-lanceolados, subagudos, sin aurículas en la base, con tricomas parduscos en el margen; color blanco, raramente rosado, ocasionalmente con estrías violáceo-pálidas. Fruto en cápsula más o menos globosa, pubescente. Semillas de unos 3 mm, oblongas. Número de cromosomas: 2n = 20. Florece de febrero hasta abril.

## Propiedades
Es una planta muy venenosa, hasta para los animales de "compañía", pero fue usada como purgante, laxante y emético.

## Taxonomía
Cyclamen balearicum fue descrita por Heinrich Moritz Willkomm y publicado en Pugill. Pl. Afr. Bor. Hispan. 75. 1852
Citología
Número de cromosomas de Cyclamen balearicum (Fam. Primulaceae) y táxones infraespecíficos:  2n=20
Etimología
Ver: Cyclamen
balearicum: epíteto geográfico que alude a su localización en las Islas Baleares.
Sinonimia
- Cyclamen hederifolium subsp. balearicum O.Schwarz
- Cyclamen repandum var. stenopetalum Loret[7]

## Nombres comunes
- Castellano: artanita, artánita, ciclamen, ciclamine, ciclamino, cyclamino, ombligo de tierra, pamporcino, pan de puerco, pan porcino.[8]